# Johann Mattheson
Johann Mattheson (Hamburg, 1681. szeptember 28. – Hamburg, 1764. április 17.) német barokk, zeneszerző, szakíró, énekes, lexikoníró, diplomata és zenetudós. Aristoxenus álnéven publikált.

## Életrajz
Adószedő fiaként Mattheson szabadelvű oktatásban részesült, és zeneleckéket vett csembaló-, hegedű-, zeneszerzés- és énektanulmányozásból. Kilencévesen már énekelt és orgonált a templomban, és tagja volt a hamburgi Oper am Gänsemarkt kórusának, ahol 1696-ban szólistaként debütált női szerepben. Hangváltás után tenor hangfekvésben énekelt, és operákat komponált. 1704-ben itt mutatták be első operáját, Die betrogene Staats-Liebe/oder Die unglückselige Cleopatra, Königin von Egypten címmel, és 1705-ben ő alakította Fernando karakterét Händel Almirájának világpremierjén. 1718-tól a hamburgi dóm kántora volt egészen addig, amíg siketsége miatt el nem kellett hagynia a posztot.
Georg Friedrich Händel hamburgi tartózkodása alatt Mattheson közeli barátja lett, annak ellenére, hogy 1704-ben Kleopátra című operájának előadása közben a szerző egy vita során majdnem megölte barátját. Händel megmenekült egy nagy fémgombnak köszönhetően, amely kivédte Mattheson kardcsapását. Az esemény után azonban kibékültek, és egész életükben levelezésben maradtak: nem sokkal barátja halála után Mattheson még John Mainwaring (1735–1807) Händel-életrajzának német nyelvű fordítását is saját maga szerkesztette meg és adta ki. Hamburgban, saját költségén 1761-ben.
1706-tól diplomata volt. Angolul tanult, és folyékonyan beszélte a nyelvet. Így lett Sir John Wich angol nagykövet fiának gyámja, és a nagykövet titkára. Külföldre utazott kiküldetésekre, ahol főnökét képviselte. 1709-ben feleségül vett egy angol nőt.
Mattheson leginkább arról híres, hogy zeneteoretikával foglalkozott. Értekezéseket írt a német barokk zene előadási gyakorlatáról, mint például az 1739-ben megjelent Der vollkommene Kapellmeister című művében.
Legtöbb kompozíciója vokális zenére vonatkozik, amely 8 operát, valamint számos oratóriumot és kantátát foglal magában. Írt néhány szonátát és zenét billentyűs hangszerekre is. Minden művét egy opera, egy oratórium és néhány hangszeres zene kivételével hadizsákmányként elrabolták a második világháború során. Az anyagot aztán 1998-ban az örmény kormány Hamburg városának adományozta. A kéziratokat jelenleg a Staats- and Universitätsbibliothek Hamburgban őrzik.
1764-ben bekövetkezett halála után Johann Matthesont a hamburgi Szent Mihály-templomban temették el, sírja ma is látogatható.

## Művei
Mattheson hat operát komponált (és további feldolgozásokat készített mások operáiból), 33 oratóriumot, zenekari művet és kamarazenét. Műveinek nagy részét a Hamburgi Állami Könyvtárban tárolják. A második világháború alatti áthelyezésük óta elvesztek, és 1998-ban tértek vissza az örmény Jerevánból.

### Operak
- Die Plejades, oder das Siebengestirne (Friedrich Christian Bressand), daljáték, Hamburg 1699 und Braunschweig 1699; a zene nagyrészt elveszett
- Der edelmühtige Porsenna (Bressand), daljáték 4 felvonás, Hamburg 1702.
- Der Tod des großen Pans, gyászzene (Ehrenpforte: „Trauerspiel“) auf den Opernbegründer Gerhard Schott (Heinrich Hinsch), 1702 Hamburg; zene (részben Georg Bronnerrel) elveszett
- Victor, Hertzog der Normannen, (Hinsch), Pasticcio 3 felvonás, 1702 Hamburg (1. felvonás Johann Christian Schieferdeckertől 3. felvonás Bronner); zene elveszett
- Die unglückselige Cleopatra, Königin von Egypten oder Die betrogene Staats-Liebe (Friedrich Christian Feustking), dramma per musica 3 felvonás, 1704. október 20. Hamburg (Partitur: Schott, Mainz)
- Le Retour du siècle d’or, das ist Die Wiederkehr der güldnen Zeit (Gräfin Löwenhaupt, vielleicht Amalie Wilhelmine von Königsmarck(wd)?), französisches Operetgen, Holstein 1705, Nehmten és Perdoel; szöveg és zene elveszett
- Boris Goudenow, oder Der durch Verschlagenheit erlangte Thron (Mattheson), dramma per musica 3 felvonás, Hamburg 1710, csak 2005-ben mutatták be (koncertben Hamburgban; színre Bostonban)
- Die geheimen Begebenheiten Henrico IV, Königs von Castilien und Leon oder Die getheilte Liebe (Johann Joachim Hoë) 1711. február 9. Hamburg

### Oratóriumai
- Die heilsame Geburt und Menschwerdung unsers Herrn und Heilandes Jesu Christi Hamburg 1715.
- Chera oder Die leidtragende und getröstete Witwe zu Nain Hamburg 1716.
- Die gnädige Sendung Gottes des Heiligen Geistes Hamburg 1716.
- Cum Christo. Der verlangte und erlangte Heiland. Oratorium auff Weinachten Hamburg 1716.
- Der siegende Gideon (Johann Georg Glauche) Hamburg 1717.
- Der reformirende Johannes (Johann Georg Glauche) Hamburg 1717.
- Brockes-Passion (Der für die Sünde der Welt gemarterte und sterbende Jesus) (Barthold Heinrich Brockes) Hamburg 1718
- Der aller-erfreulichste Triumph vagy Der überwindende Immanuel Hamburg 1718.
- Die glücklich-streitende Kirche Hamburg 1718.
- Die Frucht des Geistes (Erdmann Neumeister) Hamburg 1719.
- Christi Wunder-Wercke bey den Schwachgläubigen (Hoefft) Hamburg 1719.
- Die göttliche Vorsorge über alle Creaturen (König) Hamburg 1718.
- Die durch Christi Auferstehung bestätigte Auferstehung aller Todten (M. Weichmann) Hamburg 1720.
- Das Größte Kind in einem Oratorio auff weynacht Hamburg 1720
- Der Blutrünstige Kelter-Treter und von der Erden erhöhete Menschen-Sohn Hamburg 1721.
- Das irrende und wieder zurecht gebrachte Sünden-Schaaf Hamburg 1721.
- Der unter den Todten gesuchte und unter den Lebendigen gefundene Sieges-Fürst Hamburg 1722.
- Das Große in dem Kleinen oder Gott in dem Herzen eines gläubigen Christen Hamburg 1722.
- Das Lied des Lammes (Christian Heinrich Postel) Hamburg 1723
- Der liebreiche und geduldige David Hamburg 1724
- Der aus dem Löwen-Graben befreyte himmlische Daniel (Tobias Heinrich Schubart) Hamburg 1725.
- Das gottseelige Geheimniß (Erdmann Neumeister) Hamburg 1725.
- Der undanckbare Jerobeam (Mattheson) Hamburg 1726.
- Der gegen seine Brüder barmherzige Joseph (Tobias Heinrich Schubart) Hamburg 1727.
- Das durch die Fleischwerdung des ewigen Wortes erfüllte Wort der Verheißung (Wend) Hamburg 1727.
- Das fröhliche Sterbelied (Mattheson) Hamburg 1760/61, 25. Apr. 1764.

### Kamarazene
- XII Sonates à 2-3 flutes sans basse, Amsterdam 1708, Mortier, 2teA 1708, Roger
- 12 Suiten für Cembalo / mint Pièces de Clavecin en Deux Volumes Hamburg 1714 / Harmonisches Denckmahl, London 1714.
- Der brauchbare Virtuoso. Zwölf Sonaten für Violine oder Traversflöte & Basso continuo. 1717, Druck Hamburg 1720.

### Írásai (válogatás)

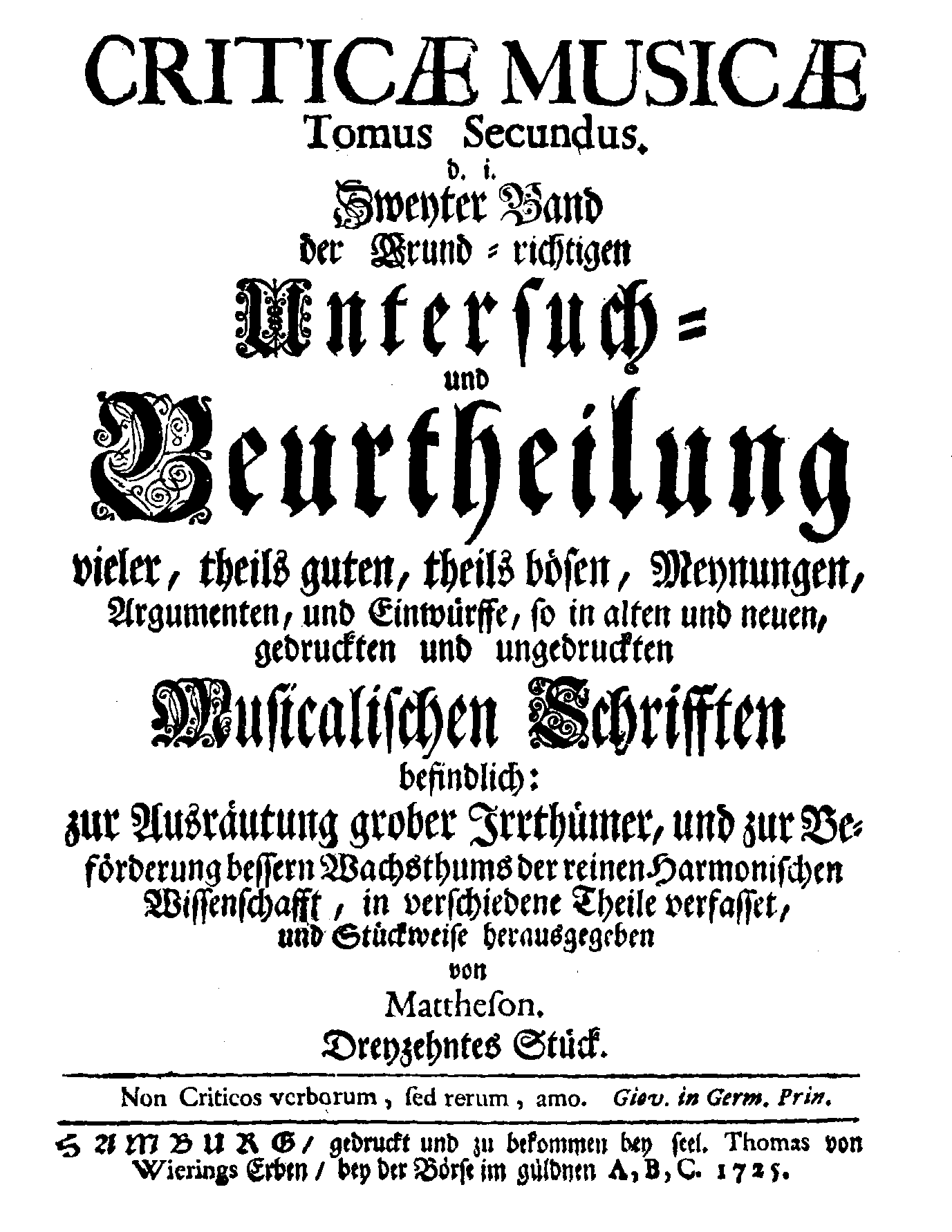

- Das neu-eröffnete Orchestre. Hamburg 1713, koelnklavier.de és Digitalisat bei Books.Google.de
- Das beschützte Orchestre. Hamburg 1717, Imslp.org és Digitalisat bei Books.Google.de
- Exemplarische Organisten-Probe. Hamburg 1719 Digitalisat bei Books.Google.de
- Der brauchbare Virtuoso. Hamburg 1720.
- Das forschende Orchestre. Hamburg 1721, Imslp.org
- Critica musica. Hamburg 1722–1725 (Google Books: Band 1, Band 2)
- Der Musicalische Patriot. Hamburg 1728.
- Grosse General-Baß-Schule Oder: Der exemplarischen Organistenprobe. Hamburg 1731, archive.org
- Kleine Generalbaß-Schule. Hamburg 1734.
- Kern Melodischer Wissenschafft, bestehend in den auserlesensten Haupt- und Grund-Lehren der musicalischen Setz-Kunst oder Composition, als ein Vorläuffer des Vollkommenen Capellmeisters, Hamburg 1737 (Digitalisat)
- Der vollkommene Capellmeister Hamburg 1739
- Grundlage einer Ehren-Pforte. Hamburg 1740, archive.org
- Die neueste Untersuchung der Singspiele. Hamburg 1744.
- Behauptung der himmlischen Musik. Hamburg 1747.
- Georg Friderich Händels Lebensbeschreibung. Hamburg 1761 (Mainwaring emlékiratainak német fordítása, kiegészítő anyagokkal)[11]
- John Mainwaring: Leben und Musik des Georg Friedrich Händel. Előszó és fordítás Johann Mattheson. Átdolgozott új kiadás. Heupferd Musik Verlag, Dreieich 2010, ISBN 978-3-923445-08-0

### Otthagyás
- Texte aus dem Nachlass. Szerkesztette: Wolfgang Hirschmann és Bernhard Jahn. Schriften zu den Rubriken: Biographisches, Publizistik, Philosophie und Ästhetik, Theologie und Moral, Musik, Gedichte. Hildesheim 2014, ISBN 978-3-487-14531-0. Rezension[12]

## Fordítás
- Ez a szócikk részben vagy egészben  a   Johann Mattheson című olasz Wikipédia-szócikk ezen változatának fordításán alapul.  Az eredeti cikk szerkesztőit annak laptörténete sorolja fel. Ez a jelzés csupán a megfogalmazás eredetét és a szerzői jogokat jelzi, nem szolgál a cikkben szereplő információk forrásmegjelöléseként.
- Ez a szócikk részben vagy egészben  a   Johann Mattheson című német Wikipédia-szócikk ezen változatának fordításán alapul.  Az eredeti cikk szerkesztőit annak laptörténete sorolja fel. Ez a jelzés csupán a megfogalmazás eredetét és a szerzői jogokat jelzi, nem szolgál a cikkben szereplő információk forrásmegjelöléseként.

## Bibliográfia
- "Johann Mattheson", "Rhetoric and music" a The New Grove Dictionary of Music and Musicians-ból, szerk. Stanley Sadie. 20. kötet, Macmillan Publishers Ltd., London, 1980 ISBN 1-56159-174-2
- Manfred Bukofzer: Music in the Baroque Era (Zene a barokk korban) W. W. Norton & Co., New York, 1947 ISBN 0-393-09745-5